# Fadi Chehade
Fadi Chehade (ou Chehadé), né à Beyrouth en 1962, est directeur de l’Internet Corporation for Assigned Names and Numbers (ICANN) du 1er octobre 2012 à mars 2016. Il y remplace Rod Beckstrom, démissionnaire. Le suédois Göran Marby lui succède en mai 2016.
Lors de sa mission au sein de l'ICANN, il a initié la fin du contrôle américain de cette organisation, finalement mise en place en septembre 2016. 

## Biographie
Né à Beyrouth de parents égyptiens, il a été naturalisé américain en 1986. 
Il est diplômé en management de l'ingénieurie de l'Université Stanford, et en sciences informatiques summa cum laude de l'Université de New-York.
En 1997, il a fondé le réseau RosettaNet.